# Taki jestem
Taki jestem – utwór pochodzący z trzeciego albumu zespołu 1993 rok. Utwór trwa 4 minuty i 11 sekund i jest szóstym co do długości utworem znajdującym się na płycie. Został umieszczony na dziewiątym miejscu.
Autorem tekstu jest wokalista grupy Artur Gadowski. Utwór opowiada o mężczyźnie który znudzony miastowym życiem, postanawia spakować plecak, wsiąść na motocykl i wyruszyć przed siebie, aby poczuć się zupełnie wolnym.
Utwór rozpoczyna się spokojnym wstępem, lecz za chwile zyskuje na ciężkości oraz posiada na wstępie melodyjną solówkę gitarową. Dalej brzmienie utworu utrzymane jest w melodyjnym hardrockowym brzmieniu. Kompozytorem utworu jest gitarzysta Piotr Łukaszewski.
Utwór dość często pojawiał się na koncertach promujących płytę. Został także zagrany na koncercie zorganizowanego z okazji zlotu motocyklistów „Mountain Bike Festival” w Myślcu koło Nowego Sącza. W tamtym okresie utwór traktowany był nieco jak hymn motocyklistów.
Mimo iż utwór cieszył się sporym powodzeniem wśród fanów, to jednak nie znalazł się na żadnej z płyt koncertowych zespołu.
Obecnie Taki jestem nie jest w ogóle grany na koncertach grupy.

## Twórcy
IRA
- Artur Gadowski – śpiew, chór
- Wojtek Owczarek – perkusja
- Piotr Sujka – gitara basowa, chór
- Kuba Płucisz – gitara rytmiczna
- Piotr Łukaszewski – gitara prowadząca

Produkcja
- Nagrywany oraz miksowany: 8 lutego – marzec 1993 w Studio S-4 w Warszawie
- Producent muzyczny: Leszek Kamiński
- Realizator nagrań: Leszek Kamiński
- Montaż płyty: Krzysztof Audycki
- Aranżacja: Piotr Łukaszewski
- Tekst piosenki: Artur Gadowski
- Zdjęcia wykonał: Dariusz Majewski
- Projekt graficzny: Zbigniew Majerczyk
- Pomysł okładki: Wojtek Owczarek oraz Marek Maj
- Sponsor zespołu: Mustang Poland